# Шкода рапид (2012)
Шкода рапид (чеш. Škoda Rapid) је аутомобил који производи чешка фабрика аутомобила Шкода. Производиo се од 2012. до 2019. за европско а од 2012. па до данас се са благим изменама и се даље производи у Русији.

## Историјат
Шкода рапид је породични аутомобил ниже средње класе. Први пут је приказан јавности у априлу 2012. године, на салону аутомобила у Пекингу. У септембру је званично приказан на салону аутомобила у Паризу. Продаја је почела у Чешкој од 20. октобра 2012, а у деловима централне и западне Европе крајем 2012. године.
По димензијама је позициониран измећу фабије и октавије. Направљен је на продуженој платформи модела фабија и поло. Његов дизајн даје изглед лимузине, али то је компакт са петоро врата (лифтбек), који пружа капацитет пртљажника од 550 литара. Дели основне елементе каросерије и дизајн ентеријера са Сеат толедом и четврте генерације, и оба се склапају у истој фабрици Шкоде у Младој Болеслави.Фолксвагенова верзија у Кини се од 2012. продаје под именом Сантана.
Упркос што дели име са Шкодом рапид која се производи у Индији, која је заправо Фолксваген Поло Седан са предњом маском Фабије II и производи се од 2011. године, међународна верзија је другачији аутомобил, незнатно већи, са другачијом спољашњости, новим ентеријером и различитим опцијама мотора. Име је претходно коришћено за модел из 1935. године, као и за модел из 1984. године.
На европским тестовима судара аутомобил је био успешан када је 2012. године добио максималних пет звездица за безбедност.

## Мотори
| Модел   | Запремина | Цилиндри/ вентили | Снага          | Мењачи                                  |
| Бензин  | Бензин    | Бензин            | Бензин         | Бензин                                  |
| ------- | --------- | ----------------- | -------------- | --------------------------------------- |
| 1.2 MPI | 1198 cm³  | 3/12              | 55 kW / 74 КС  | 5-степени мануелни                      |
| 1.2 TSI | 1197 cm³  | 4/8               | 63 kW / 85 КС  | 5-степени мануелни                      |
| 1.2 TSI | 1197 cm³  | 4/8               | 77 kW / 105 КС | 6-степени мануелни                      |
| 1.4 TSI | 1390 cm³  | 4/16              | 90 kW / 122 КС | 7-степени аутоматик                     |
| Дизел   |           |                   |                |                                         |
| 1.6 TDI | 1598 cm³  | 4/16              | 66 kW / 90 КС  | 5-степени мануелни, 7-степени аутоматик |
| 1.6 TDI | 1598 cm³  | 4/16              | 77 kW / 105 КС | 5-степени мануелни                      |

## Галерија
- Рапид лифтбек
- Рапид хечбек
- Сеат толедо IV